# 劉瑁
劉 瑁（りゅう ぼう）は、中国後漢末期の人物。益州牧劉焉の三男。本貫は荊州江夏郡竟陵県。

## 生涯
劉焉の存命時代、兄の劉範・劉誕、弟の劉璋は長安の朝廷に出仕していたが、劉瑁は別部司馬として常に劉焉の側にあった。
劉焉の死後、益州牧の地位は劉璋が継ぐ。劉璋が曹操に表敬の使者を送り、振威将軍の官位を得た時、合わせて劉瑁は平寇将軍に任じられた。その後に狂疾のため没した。
妻の呉氏はかつて、人相見によって高貴な身分に上ると言われ、これを聞いた劉焉の申し出で劉瑁に嫁いだ。彼女は劉瑁に先立たれ未亡人となったが、後に劉備と再婚し、蜀漢の皇后となった（穆皇后呉氏）。